# Lesotho tại Thế vận hội
Lesotho tham gia Thế vận hội lần đầu tiên vào năm 1972 và đã liên tục gửi các vận động viên (VĐV) tới các kỳ Thế vận hội Mùa hè kể từ đó, trừ lần nước này tẩy chay Thế vận hội Mùa hè 1976 cùng với nhiều quốc gia châu Phi khác. Lesotho chưa từng tham gia Thế vận hội Mùa đông.
Cho đến nay, các VĐV Lesotho vẫn chưa giành được huy chương Olympic.
Ủy ban Olympic quốc gia của Lesotho được thành lập năm 1971 và được công nhận bởi Ủy ban Olympic Quốc tế năm 1972.

## Bảng huy chương

### Huy chương tại các kỳ Thế vận hội Mùa hè
| Thế vận hội         | Số VĐV        | Vàng          | Bạc           | Đồng          | Tổng số       | Xếp thứ       |
| 1896–1968           | không tham dự | không tham dự | không tham dự | không tham dự | không tham dự | không tham dự |
| München 1972        | 1             | 0             | 0             | 0             | 0             | –             |
| Montréal 1976       | không tham dự | không tham dự | không tham dự | không tham dự | không tham dự | không tham dự |
| Moskva 1980         | 6             | 0             | 0             | 0             | 0             | –             |
| Los Angeles 1984    | 4             | 0             | 0             | 0             | 0             | –             |
| Seoul 1988          | 6             | 0             | 0             | 0             | 0             | –             |
| Barcelona 1992      | 6             | 0             | 0             | 0             | 0             | –             |
| Atlanta 1996        | 9             | 0             | 0             | 0             | 0             | –             |
| Sydney 2000         | 6             | 0             | 0             | 0             | 0             | –             |
| Athens 2004         | 3             | 0             | 0             | 0             | 0             | –             |
| Bắc Kinh 2008       | 5             | 0             | 0             | 0             | 0             | –             |
| Luân Đôn 2012       | 4             | 0             | 0             | 0             | 0             | –             |
| Rio de Janeiro 2016 | 8             | 0             | 0             | 0             | 0             | –             |
| Tokyo 2020          | chưa diễn ra  |               |               |               |               |               |
| Tổng số             | Tổng số       | 0             | 0             | 0             | 0             | –             |